# Jake Sanderson
Jake Sanderson (Whitefish, Montana, 8 de julio de 2002) apodado Sandy o Sandman, es un jugador profesional estadounidense de hockey sobre hielo que se desempeña en la posición de defensor izquierdo en Ottawa Senators, equipo de la National Hockey League (NHL).

## Carrera
Fue seleccionado en la primera ronda en la NHL Entry Draft de 2020. En 2022 hizo su debut profesional con el equipo Ottawa Senators, donde lleva jugando dos temporadas.